# Przybków (gromada)
Przybków (do 31 XII 1959 Warmątowice) – dawna gromada, czyli najmniejsza jednostka podziału terytorialnego Polskiej Rzeczypospolitej Ludowej w latach 1954–1972.
Gromady, z gromadzkimi radami narodowymi (GRN) jako organami władzy najniższego stopnia na wsi, funkcjonowały od reformy reorganizującej administrację wiejską przeprowadzonej jesienią 1954 do momentu ich zniesienia z dniem 1 stycznia 1973, tym samym wypierając organizację gminną w latach 1954–1972.
Gromadę Przybków z siedzibą GRN w Przybkowie (obecnie w granicach Legnicy) utworzono 1 stycznia 1960 w powiecie legnickim w woj. wrocławskim w związku z przeniesieniem siedziby GRN gromady Warmątowice z Warmątowic do Przybkowa i zmianą nazwy jednostki (zwiększonej tego samego dnia o wsie Nowa Wieś Legnicka i Kojszków) na gromada Przybków. Dla gromady ustalono 17 członków gromadzkiej rady narodowej.
31 grudnia z gromady Przybków wyłączono część obszaru wsi Przybków (działki 2/2 i 10), włączając ją do miasta (na prawach powiatu) Legnica w tymże województwie.
Gromada przetrwała do końca 1972 roku, czyli do kolejnej reformy gminnej. 